# Grand Prix E3 1979
La 23e édition du Grand Prix E3 a eu lieu le 24 mars 1979. La course est remportée par le Néerlandais Jan Raas (TI-Raleigh-McGregor) qui a parcouru les 226 kilomètres en 5 h 48, soit à une vitesse moyenne de 38,97 kilomètres par heure. Il est suivi à deux secondes par le Belge Frank Hoste (Marc Zeep Savon-Superia) et son compatriote Michel Pollentier (Splendor-Euro Soap).

## Équipes
| Équipes professionnelles (7)- TI-Raleigh-McGregor - Marc Zeep Savon-Superia - Splendor-Euro Soap - IJsboerke-Warncke Eis - Kas-Campagnolo - Safir-Geuze-Saint-Louis-Ludo - Carlos-Galli-G.B.C. |
| |

## Classement final
Ce Grand Prix E3 est remporté par le Néerlandais Jan Raas (TI-Raleigh-McGregor). Il est suivi par le Belge Frank Hoste (Marc Zeep Savon-Superia) et son compatriote Michel Pollentier (Splendor-Euro Soap).
| \| Classement général \| Classement général \| Classement général \| Classement général \| Classement général \| \| Coureur \| Coureur \| Pays \| Équipe \| Temps \| \| ------------------ \| ---------------------- \| ------------------ \| ---------------------------- \| ------------------ \| \| 1er \| Jan Raas \| Pays-Bas \| TI-Raleigh-McGregor \| 5 h 48 min 00 s \| \| 2e \| Frank Hoste \| Belgique \| Marc Zeep Savon-Superia \| + 2 s \| \| 3e \| Michel Pollentier \| Belgique \| Splendor-Euro Soap \| + 2 s \| \| 4e \| Dietrich Thurau \| Allemagne \| IJsboerke-Warncke Eis \| + 1 min 57 s \| \| 5e \| Henk Lubberding \| Pays-Bas \| TI-Raleigh-McGregor \| + 1 min 57 s \| \| 6e \| Marc Renier \| Belgique \| Kas-Campagnolo \| + 4 min 13 s \| \| 7e \| Jan Aling \| Pays-Bas \| Marc Zeep Savon-Superia \| + 4 min 13 s \| \| 8e \| Léo Van Thielen \| Belgique \| Safir-Geuze-Saint-Louis-Ludo \| + 4 min 18 s \| \| 9e \| Eddy Cael \| Belgique \| Splendor-Euro Soap \| + 4 min 18 s \| \| 10e \| Dirk Baert \| Belgique \| Carlos-Galli-G.B.C. \| + 5 min 23 s \| \| 11e \| Claude Criquielion \| Belgique \| Kas-Campagnolo \| + 5 min 30 s \| \| 12e \| William Tackaert \| Belgique \| DAF Trucks-Aida \| + 5 min 34 s \| \| 13e \| Willy Teirlinck \| Belgique \| Kas-Campagnolo \| + 5 min 34 s \| \| 14e \| Alfons van Katwijk \| Pays-Bas \| \| + 5 min 34 s \| \| 15e \| Walter Planckaert \| Belgique \| Mini-Flat–V.D.B.–Pirelli \| + 5 min 34 s \| \| 16e \| Alfons De Wolf \| Belgique \| Lano-Boule d'Or \| + 5 min 34 s \| \| 17e \| Eddy Vanhaerens \| Belgique \| Lano-Boule d'Or \| + 5 min 34 s \| \| 18e \| Willem Peeters \| Belgique \| Safir-Geuze-Saint-Louis-Ludo \| + 5 min 34 s \| \| 19e \| Sean Kelly \| Irlande \| Splendor-Euro Soap \| + 5 min 34 s \| \| 20e \| Gustaaf Van Roosbroeck \| Belgique \| IJsboerke-Warncke Eis \| + 5 min 34 s \| \| 21e \| Antoon Houbrechts \| Belgique \| \| + 5 min 34 s \| \| 22e \| Ludo Peeters \| Belgique \| IJsboerke-Warncke Eis \| + 5 min 34 s \| \| 23e \| Patrick Pevenage \| Belgique \| DAF Trucks-Aida \| + 5 min 34 s \| \| 24e \| Walter Godefroot \| Belgique \| IJsboerke-Warncke Eis \| + 5 min 34 s \| \| 25e \| Lucien Van Impe \| Belgique \| Kas-Campagnolo \| + 5 min 34 s \| |                        |           |                              |                 |
| |                        |           |                              |                 |
| Sources : ProCyclingStats Cycling Archives |                        |           |                              |                 |
| Classement général |                        |           |                              |                 |
| Coureur | Coureur                | Pays      | Équipe                       | Temps           |
| 1er | Jan Raas               | Pays-Bas  | TI-Raleigh-McGregor          | 5 h 48 min 00 s |
| 2e | Frank Hoste            | Belgique  | Marc Zeep Savon-Superia      | + 2 s           |
| 3e | Michel Pollentier      | Belgique  | Splendor-Euro Soap           | + 2 s           |
| 4e | Dietrich Thurau        | Allemagne | IJsboerke-Warncke Eis        | + 1 min 57 s    |
| 5e | Henk Lubberding        | Pays-Bas  | TI-Raleigh-McGregor          | + 1 min 57 s    |
| 6e | Marc Renier            | Belgique  | Kas-Campagnolo               | + 4 min 13 s    |
| 7e | Jan Aling              | Pays-Bas  | Marc Zeep Savon-Superia      | + 4 min 13 s    |
| 8e | Léo Van Thielen        | Belgique  | Safir-Geuze-Saint-Louis-Ludo | + 4 min 18 s    |
| 9e | Eddy Cael              | Belgique  | Splendor-Euro Soap           | + 4 min 18 s    |
| 10e | Dirk Baert             | Belgique  | Carlos-Galli-G.B.C.          | + 5 min 23 s    |
| 11e | Claude Criquielion     | Belgique  | Kas-Campagnolo               | + 5 min 30 s    |
| 12e | William Tackaert       | Belgique  | DAF Trucks-Aida              | + 5 min 34 s    |
| 13e | Willy Teirlinck        | Belgique  | Kas-Campagnolo               | + 5 min 34 s    |
| 14e | Alfons van Katwijk     | Pays-Bas  |                              | + 5 min 34 s    |
| 15e | Walter Planckaert      | Belgique  | Mini-Flat–V.D.B.–Pirelli     | + 5 min 34 s    |
| 16e | Alfons De Wolf         | Belgique  | Lano-Boule d'Or              | + 5 min 34 s    |
| 17e | Eddy Vanhaerens        | Belgique  | Lano-Boule d'Or              | + 5 min 34 s    |
| 18e | Willem Peeters         | Belgique  | Safir-Geuze-Saint-Louis-Ludo | + 5 min 34 s    |
| 19e | Sean Kelly             | Irlande   | Splendor-Euro Soap           | + 5 min 34 s    |
| 20e | Gustaaf Van Roosbroeck | Belgique  | IJsboerke-Warncke Eis        | + 5 min 34 s    |
| 21e | Antoon Houbrechts      | Belgique  |                              | + 5 min 34 s    |
| 22e | Ludo Peeters           | Belgique  | IJsboerke-Warncke Eis        | + 5 min 34 s    |
| 23e | Patrick Pevenage       | Belgique  | DAF Trucks-Aida              | + 5 min 34 s    |
| 24e | Walter Godefroot       | Belgique  | IJsboerke-Warncke Eis        | + 5 min 34 s    |
| 25e | Lucien Van Impe        | Belgique  | Kas-Campagnolo               | + 5 min 34 s    |